# 硝酸镓
硝酸镓是一种无机化合物，化学式为Ga(NO3)3。

## 制备
硝酸镓可以由金属镓、氧化镓或氢氧化镓和浓、热的硝酸反应得到。其八水合物可从水溶液中结晶而得，有潮解性。

## 化学性质
硝酸镓溶于水时会发生水解，产生浑浊或絮状沉淀。